# Mace
«Mace» — глобальная строительная фирма со штаб-квартирой в Лондоне, в которой занято около 7300 человек на пяти континентах с оборотом около 2 миллиардов фунтов стерлингов.

## История
Компания была основана группой профессионалов в области строительства под руководством Иэна Макферсона. Макферсон покинул компанию Bovis в 1990 году в надежде внедрить новый, более совместный способ работы в традиционно конфликтную строительную отрасль.
Зарождающаяся команда Mace сделала первый шаг вперед в 1997 году, когда ее назначили руководителем проекта по строительству штаб-квартиры British Airways Waterside в аэропорту Хитроу, опередив компанию «Bovis».
В 2008 году компания провела ребрендинг, сменив название на «Mace Group», расширив свои предложения услуг, охватывая консультационные услуги и строительство на протяжении всего жизненного цикла объекта и другие дополнительные услуги.

## Операции
Деятельность Мейс включает в себя следующее:
- Управление программами и проектами
- Консультации по стоимости

- Строительство и доставка
- Управление объектами
- Дополнительные услуги

## Крупные проекты
- Лондонский глаз, 2000 год
- Авиакомпания «Эмирейтс» 2012 год
- Стадион Тоттэнхэм Хотспур 2019 год